# Фінсбері-парк (станція)
51°33′52″ пн. ш. 0°06′22″ зх. д. / 51.564444° пн. ш. 0.106111° зх. д.
Фінсбері-парк (англ. Finsbury Park) — пересадний вузол Лондонського метро, обслуговує потяги Лондонського метрополітену лінія Вікторія і Пікаділлі та National Rail. Розташована у боро Ізлінгтон, у 2-й тарифній зоні. В 2017 році пасажирообіг станції, для National Rail, склав 6.781 млн осіб, для Лондонського метро — 20.09 млн осіб

## Історія
- 1 липня 1861: відкриття станції у складі Great Northern Railway (GNR), як Севен-Сістерз-роуд (Голловей)[4]
- 22 серпня 1867: відкриття трафіку до Еджвару
- 15 листопада 1869: станцію перейменовано на Фінсбері-парк[5]
- 14 лютого 1904: відкриття трафіку Great Northern & City Railway (GN&CR)
- 15 грудня 1906: відкриття трафіку Great Northern, Piccadilly and Brompton Railway (GNP&BR)
- 1954: припинення пасажирського трафіку до Еджвару
- 1 вересня 1968: відкриття трафіку лінії Вікторія[6]

## Пересадки
- на автобуси London Buses маршрутів: 4, 19, 29, 106, 153, 210, 236, 253, 254, 259, W3, W7 та нічні маршрути N19, N29, N253, N279[7]